# Диполт II фон Хоенгеролдсек
Диполт II (Диболд I) фон Хоенгеролдсек (на немски: Diepolt II von Hohen-Geroldseck; Diebold II zu Hohengeroldseck; * пр. 1466; † 1499) е господар на господството Хоенгеролдсек.

## Произход
Той е син на Диболд I (Диполт I) фон Хоенгеролдсек († 1461) и втората му съпруга Доротея фон Тенген († сл. 1463), дъщеря на граф Йохан IV фон Еглизау-Неленбург († 1438) и Анна Малтерер († сл. 1438). Брат му Ганголф I († 1513) е господар на Шенкенцел.

## Фамилия
Диполт II фон Хоенгеролдсек се жени за Елизабет фон Родемахерн († сл. 1463), вдовица на юнгграф Фридрих V фон Мьорс-Сарверден († 1472), господар на Болхен, дъщеря на Герхард фон Родемахерн († 1488) и графиня Маргарета фон Насау-Вайлбург († 1490). Те имат пет деца:
- Ганголф II фон Хоенгеролдсек-Зулц (* пр. 1503; † 1548), господар на Хоен-Геролдсек и Зулц, фогт в Елзас, женен ок. 1523 г. за Анна фон Линдов-Рупин (* пр. 1507; † 21 юни 1528), по друг източник той е син на брат му Ганголф I.
- Диполт III фон Хоенгеролдсек († 11 октомври 1531)
- Валтер фон Хоенгеролдсек (* пр. 1503; † 1554), женен за Анна фон Щофелн (* пр. 1551; † сл. 1561)
- Маргарета фон Хоенгеролдсек (* пр. 1557; † сл. 1558)
- Кунигунда фон Хоенгеролдсек († сл. 1537)